# Verónica Echegui
Verónica Echegui, née le 16 juin 1983 à Madrid, est une actrice espagnole.

## Biographie
Verónica Echegui a été nommée au Premio Goya du meilleur espoir féminin pour le film Yo soy la Juani lors de la vingt-et-unième cérémonie des Goya en 2007. Le 10 janvier 2012, elle est nommée aux prix Goya par l'Academia de las artes y las ciencias cinematográficas de España pour le prix de meilleure actrice pour son rôle dans le film Katmandú, un espejo en el cielo.

## Filmographie

### Cinéma
- 2006 : Yo soy la Juani de Bigas Luna
- 2007 : El menor de los males (es) d'Antonio Hernández
- 2007 : Tocar el cielo (es) de Marcos Carnevale (es)
- 2008 : El patio de mi cárcel de Belén Macías (es)
- 2008 : La casa de mi padre (es) de Gorka Merchán
- 2008 : 8 citas (es) de Rodrigo Sorogoyen
- 2009 : Bunny and the Bull (en) de Paul King
- 2010 : La mitad de Óscar (es) de Manuel Martín Cuenca
- 2011 : Seis puntos sobre Emma (es) de Roberto Pérez Toledo (es)
- 2011 : Lost Destination d'Eduardo Chapero-Jackson
- 2012 : Katmandou, un miroir dans le ciel d'Icíar Bollaín
- 2012 : Sans issue de Mabrouk El Mechri
- 2013 : La gran familia española de Daniel Sánchez Arévalo
- 2014 : Kamikaze (es) d'Álex Pina
- 2017 : The Professional (Hunter's Prayer) de Jonathan Mostow
- 2017 : La niebla y la doncella (es) d'Andrés M. Koppel
- 2020 : L'ofrena (en) de Ventura Durall
- 2020 : Origines secrètes (Orígenes secretos) de David Galán Galindo (es)
- 2020 : Explota Explota de Nacho Álvarez
- 2021 : Plus on est de fous de Paco Caballero : Ana
- 2022 : Book of Love (en) d'Analeine Cal y Mayor : Maria Fernanda Rodriguez
- 2022 : La Maleta de Jorge Dorado : Helena

### Séries télévisées
- 2003 : Una nueva vida de Salvador Calvo (es) et César Rodríguez Blanco (5 épisodes)
- 2004 : Paco y Veva (es) de José Pavón et Gustavo Jiménez (18 épisodes)
- 2014 : Cuéntame cómo pasó d'Antonio Cano (épisode Cinco ataques de pánico y una balada de heavy metal)
- 2015-2017 : Fortitude de Simon Donald (en) (2 saisons, 19 épisodes)
- 2017 : Apaches (es) de Miguel Ángel Vivas (12 épisodes)
- 2018 : Trust de Simon Beaufoy (4 épisodes)
- 2018 : Paquita Salas (2018) de Javier Ambrossi et Javier Calvo (épisode La voz de la secta)
- 2018 : Gente hablando d'Álvaro Carmona (es) (épisode El astronauta)
- 2019 : Trois Noëls (es) (2019) de Pau Freixas (es) (1 épisode)
- 2021 : 3 caminos (es) de Norberto López Amado (6 épisodes)

### Téléfilm
- 2007 : Un difunto, seis mujeres y un taller (téléfilm) de Carlos Ceacero

### Court-métrage
- 2004 : Cerrojos de Carlos Ceacero
- 2005 : El álbum blanco de Félix Viscarret (es)
- 2006 : Línea 57 d'Ádel Kháder
- 2010 : Tetequiquiero de Roberto Pérez Toledo (es)
- 2017 : La reunión de Javier Ruiz de Arcaute
- 2017 : La visita de Javier Ruiz de Arcaute
- 2018 : Tócate d'Eduardo Chapero-Jackson
- 2018 : Le Prochain de Raúl Herrera
- 2019 : What Is Love de Paco Caballero

## Distinction
- 8e cérémonie des prix Feroz : meilleure actrice dans un second rôle pour Explota Explota[2]